# LM5 (album)
LM5 – piąty album studyjny żeńskiego zespołu brytyjskiego Little Mix, wydany 16 listopada 2018 roku przez wytwórnię RCA Records oraz Columbia Records. Jest to pierwszy materiał grupy od dwóch lat po wydaniu poprzedniego krążka, Glory Days, pokrytego do dziś trzykrotną platyną przez Brytyjski Przemysł Fonograficzny. Okładka płyty, jej tytuł i data zostały ujawnione na oficjalnych kontach portali społecznościowych formacji 15 października 2018 roku, natomiast lista utworów dwa dni później. Album jest dostępny w wersji standardowej, zawierającej po czternaście piosenek, a w wersji deluxe i osobno dołączonej z książką z podpisami członków – osiemnaście. W serwisie Instagram grupa ujawniła decyzję nazwy krążka, gdyż "kochają one, kiedy ich fani przez lata nazywali różnie ery".
Do tej pory płyta wydała jeden, a zarazem główny singel, "Woman Like Me" z gościnnym udziałem trynidadzko-amerykańskiej raperki Nicki Minaj 12 października 2018 roku.
Dla stabilnej promocji albumu, zespół wyruszył w swoją szóstą trasę koncertową, LM5: The Tour.
W kwietniu 2024 nagrania uzyskały w Polsce złotą płytę.

## Single
30 września 2018 roku zespół dodał w serwisach Twitter i Instagram wideo, które było przedtem zapowiedzią głównego singla promującego krążek, "Woman Like Me". Został on wydany 12 października br. w wersji digital download przez Syco Music wraz z lyric video na platformie Vevo. Tydzień później grupa zadebiutowała nagranie podczas 11. rozdania nagród BBC Radio 1's Teen Awards, także po pięciu dniach ukazał się do niego oficjalny teledysk, którego reżyserem jest Dan Ewing, natomiast po dwóch wystąpili z nim na żywo podczas brytyjskiej edycji programu The X Factor. W notowaniu listy UK Singles Chart przypadłym na 2 listopada, singel przesunął się o cztery miejsca wyżej obecnie obejmując pozycję drugą, tuż za utworem "Shallow" autorstwa Bradleya Coopera i Lady Gagi. 4 listopada br. zespół wykona "Woman Like Me" po raz trzeci u boku Nicki Minaj na 25. ceremonii rozdania nagród MTV Europe Music Awards w Bilbao w Hiszpanii.

## Lista utworów
Lista utworów znajdująca się na albumie LM5 została ujawniona na oficjalnym Instagramie Little Mix 17 października 2018 roku. Wersja standardowa jest objęta w czternaście utworów, a deluxe wraz z edycją super deluxe mają cztery dodatkowe.
| Nr  | Tytuł utworu                            | Autor | Producent                                                            | Długość |
| --- | --------------------------------------- | --- | -------------------------------------------------------------------- | ------- |
| 1.  | „The National Manthem”                  | Leigh-Anne Pinnock, Jade Thirlwall, James Abrahart, Sarah Hudson, Michael Woods, Kevin White                                                                                       | Woods                                                                | 0:29    |
| 2.  | „Woman Like Me (gościnnie Nicki Minaj)” | Jessica Glynne, Edward Sheeran, Steve McCutcheon, Onika Maraj | Steve Mac                                                            | 3:49    |
| 3.  | „Think About Us”                        | Camille Purcell, Linus Nordstrom, Frank Nobel | Goldfingers, Louis Bell, Kamille, Kearns                             | 3:55    |
| 4.  | „Strip (gościnnie Sharaya J)”           | Pinnock, Thirlwall, Perrie Edwards, Jesy Nelson, Purcell, Christopher Crowhurst, Sharaya Howell                                                                                    | Chris Loco, MNEK                                                     | 3:19    |
| 5.  | „Monster In Me”                         | Purcell, Crowhurst, Nordstrom, Nobel, Anya Jones | Loco, Goldfingers, Matt Rad, Kamille, Cottone                        | 3:45    |
| 6.  | „Joan Of Arc”                           | Pinnock, Thirlwall, Hanni Ibrahim, Patrick Patrikios, Philip Plested, Alexandra Shungudzo Govere                                                                                   | Loosechange                                                          | 3:11    |
| 7.  | „Love a Girl Right”                     | Pinnock, Thirlwall, Edwards, Nelson, Purcell, Crowhurst, Robert Suarez, John Barrett, Joseph "Pal Joey" Longo III, Timothy Kelley, Robert Robinson, Mark Andrews, Markquis Collins | Loco, Kearns, Jenna Andrews, Kamille                                 | 3:02    |
| 8.  | „American Boy”                          | Richard Boardman, Pablo Bowman, Sarah Blanchard, Cleo Tighe, Rachel Furner | The Six, Bell, Aaron Hibell, Andrews                                 | 3:11    |
| 9.  | „Told You So”                           | Rachel Keen, Uzoechi Emenike, Eyelar Mirzazadeh | MNEK, Kearns                                                         | 3:12    |
| 10. | „Wasabi”                                | Thirlwall, Emenike, Mike Sabath, Govere | Sabath, John Hill, Kearns                                            | 2:34    |
| 11. | „More Than Words (gościnnie Kamille)”   | Purcell, Timothy Mosley, Angel Lopez, Federico Vindver, Larrance Dopson, Anya Jones                                                                                                | Timbaland, Lopez, Vindver, Dopson, Kearns                            | 3:18    |
| 12. | „Motivate”                              | Pinnock,Thirlwall, Edwards, James Norton, Ibrahim, Patrikios, Jenna Andrews, Javier Gonzalez                                                                                       | Loosechange, Yei, S1, Jameil Aossey, Lonestarrmuzik, Kearns, Andrews | 3:21    |
| 13. | „Notice”                                | Pinnock, Thirlwall, Sabath, Govere | Sabath, Hill, Kearns, Andrews                                        | 3:34    |
| 14. | „The Cure”                              | Purcell, Thomas Barnes, Peter Kelleher, Benjamin Kohn | TMS, Andrews                                                         | 3:35    |
| 15. | „Forget You Not”                        | Purcell, Edvard Forre Erfjord, Henrik Barman Michelsen, Anya Jones | Jorgan Odegard, Electric, Kamille, Kearns, Andrews                   | 3:07    |
| 16. | „Woman's World”                         | Thirlwall, Furner, Jez Ashurst | Sam de Jong, Kearns, Cottone                                         | 3:37    |
| 17. | „The Cure (acapella)”                   | Purcell, Barnes, Kelleher, Kohn | TMS, Andrews                                                         | 1:47    |
| 18. | „Only You (gościnnie Cheat Codes)”      | Trevor Dahl, Kevin Ford, Matthew Russell, Boardman, Bowman, Nicholas Gale | Dahl, Digital Farm Animals, Cottone                                  | 3:09    |
|     |                                         | |                                                                      | 55:55   |